# عین العروس
عین العروس (به عربی: عین العروس) یک روستا در سوریه است که در استان رقه واقع شده‌است.